# Chamsia Sagaf
Chamsia Sagaf est une chanteuse comorienne née le 29 décembre 1955 à Mitsamiouli dans les Comores. Elle commence à chanter dans les années 1970 dans des associations de femmes, culturelles et estudiantines. Elle est la première femme comorienne à être internationalement connue pour ses chansons du genre afro-zouk. Sa musique parle souvent d'émancipation de la femme, d'éducation des enfants mais aussi d'amour et d'espoir pour son pays. Elle a cinq album à son actif, dont Loléya et Tsihoro,.
Elle a reçu en 2003 le trophée de meilleure chanteuse de l'Afrique de l'Est.